# Al-Qaida

Steagul folosit de mai multe facțiuni Al-Qaida

Al-Qaida (pronunție românească: /alˈkaɪda/; în arabă: القاعدة, pronunție arabă: [ælqɑːʕɪdɐ]; nume scris și sub formele: al-Qa'idah, al-Qaeda, al-Qa'ida sau al-Quaida și tradus ca Baza sau Fundația) este o organizație teroristă fondată în august 1988 și cu întârziere în 1989. care sprijină activitățile extremiste islamice în lume. Fondatorul, liderul și principalul finanțator al ei a fost Osama bin Laden, un milionar de origine saudită. A fost fondată în 1988 cu scopul de a extinde mișcarea de rezistență contra forțelor sovietice în Afganistan într-o mișcare pan-islamică.
Se consideră că al-Qaida este responsabilă pentru atentatele din 11 septembrie 2001 de la New York, dar organizația și-a asumat responsabilitatea și pentru atentatele din 11 martie 2004 de la Madrid.